# Tura, Ungern
Tura är en stad i provinsen Pest i norra Ungern. Staden har 7 711 invånare (2024), på en yta av 55,92 km². Den ligger cirka 43,5 kilometer nordost om centrala Budapest.